# Olympische Geschichte Guineas
| Gelbes Symbol für Goldmedaillen mit stilisierten Olympischen Ringen | Graues Symbol für Silbermedaillen mit stilisierten Olympischen Ringen | Braundes Symbol für Bronzemedaillen mit stilisierten Olympischen Ringen |
| ------------------------------------------------------------------- | --------------------------------------------------------------------- | ----------------------------------------------------------------------- |
| —                                                                   | —                                                                     | —                                                                       |

Guinea, dessen NOK, das Comité National Olympique et Sportif Guinéen, 1954 gegründet und 1965 vom IOC anerkannt wurde, nimmt seit 1968 an Olympischen Sommerspielen teil. 1972 verzichtete man auf eine Teilnahme, 1976 schloss man sich dem Boykott afrikanischer Länder an. An Winterspielen nahmen bislang keine Sportler aus Guinea teil. Bislang konnte keine olympische Medaille gewonnen werden.

## Übersicht
Erste Olympioniken Guineas waren die Mannschaftsmitglieder der guineischen Fußballauswahl, die bei den Spielen von Mexiko-Stadt 1968 das olympische Fußballturnier bestritten. Nach zwei Niederlagen gegen Frankreich (1:3) und Mexiko (0:4) und einem Sieg über Kolumbien (3:2) schied das Team nach der Vorrunde aus.
Auf eine Teilnahme an den Spielen von München 1972 wurde verzichtet. Auch in Montreal 1976 war Guinea nicht dabei, da das Land dem Boykottaufruf afrikanischer Länder folgte. In Moskau 1980 nahmen Leichtathleten, Boxer und Judoka teil, wobei der Boxer Samba Jacob Diallo am 20. Juli 1980 der erste Individualsportler Guineas war.
In Los Angeles 1984 nahm nur ein Judoka teil, 1988 in Seoul traten erstmals guineische Freistilringer an. In Barcelona 1992 nahm mit der Sprinterin Aminata Konaté erstmals eine Frau aus Guinea an einem olympischen Wettbewerb teil.
Die folgenden Olympischen Spiele in Atlanta 1996 und Sydney 2000 blieben für das Land erfolglos. In Sydney traten erstmals Schwimmer an. Die Erfolglosigkeit setzte sich 2004 in Athen und 2008 in Peking fort. In Peking nahm erstmals eine Taekwondoin aus Guinea an. Auch in der Folgezeit blieben die guineischen Teilnehmer chancenlos. In Paris 2024 nahm mit Fatoumata Sylla erstmals ein Bogenschütze aus Guinea teil.

## Übersicht der Teilnehmer

### Sommerspiele
| Jahr      | Athleten           | Athleten           | Athleten           | Sportarten         | Sportarten         | Sportarten         | Sportarten         | Sportarten         | Sportarten         | Sportarten         | Sportarten         | Medaillen          | Medaillen          | Medaillen          | Medaillen          | Medaillen          |
| Jahr      | Gesamt             |                    |                    |                    |                    |                    |                    |                    |                    |                    |                    |                    |                    |                    | Medaillen – Gesamt | Rang               |
| --------- | ------------------ | ------------------ | ------------------ | ------------------ | ------------------ | ------------------ | ------------------ | ------------------ | ------------------ | ------------------ | ------------------ | ------------------ | ------------------ | ------------------ | ------------------ | ------------------ |
| 1896–1964 | nicht teilgenommen | nicht teilgenommen | nicht teilgenommen | nicht teilgenommen | nicht teilgenommen | nicht teilgenommen | nicht teilgenommen | nicht teilgenommen | nicht teilgenommen | nicht teilgenommen | nicht teilgenommen | nicht teilgenommen | nicht teilgenommen | nicht teilgenommen | nicht teilgenommen | nicht teilgenommen |
| 1968      | 15                 | 15                 | 0                  |                    |                    | 15                 |                    |                    |                    |                    |                    |                    |                    |                    |                    |                    |
| 1972–1976 | nicht teilgenommen | nicht teilgenommen | nicht teilgenommen | nicht teilgenommen | nicht teilgenommen | nicht teilgenommen | nicht teilgenommen | nicht teilgenommen | nicht teilgenommen | nicht teilgenommen | nicht teilgenommen | nicht teilgenommen | nicht teilgenommen | nicht teilgenommen | nicht teilgenommen | nicht teilgenommen |
| 1980      | 15                 | 15                 | 0                  |                    | 3                  |                    | 3                  | 3                  |                    |                    |                    |                    |                    |                    |                    |                    |
| 1984      | 1                  | 1                  | 0                  |                    |                    |                    | 1                  |                    |                    |                    |                    |                    |                    |                    |                    |                    |
| 1988      | 6                  | 6                  | 0                  |                    | 2                  |                    |                    | 2                  | 2                  |                    |                    |                    |                    |                    |                    |                    |
| 1992      | 8                  | 6                  | 2                  |                    |                    |                    | 3                  | 5                  |                    |                    |                    |                    |                    |                    |                    |                    |
| 1996      | 5                  | 4                  | 1                  |                    | 1                  |                    |                    | 4                  |                    |                    |                    |                    |                    |                    |                    |                    |
| 2000      | 6                  | 3                  | 3                  |                    | 1                  |                    | 1                  | 2                  |                    | 2                  |                    |                    |                    |                    |                    |                    |
| 2004      | 3                  | 2                  | 1                  |                    |                    |                    | 1                  | 1                  |                    | 1                  |                    |                    |                    |                    |                    |                    |
| 2008      | 5                  | 2                  | 3                  |                    |                    |                    |                    | 2                  |                    | 2                  | 1                  |                    |                    |                    |                    |                    |
| 2012      | 4                  | 2                  | 2                  |                    |                    |                    | 1                  | 2                  |                    | 1                  |                    |                    |                    |                    |                    |                    |
| 2016      | 5                  | 2                  | 3                  |                    |                    |                    | 1                  | 2                  |                    | 2                  |                    |                    |                    |                    |                    |                    |
| 2020      | 5                  | 2                  | 3                  |                    |                    |                    | 1                  | 1                  | 1                  | 2                  |                    |                    |                    |                    |                    |                    |
| 2024      | 25                 | 20                 | 5                  | 1                  |                    | 19                 | 2                  | 1                  |                    | 2                  |                    |                    |                    |                    |                    |                    |
| Gesamt    | Gesamt             | Gesamt             | Gesamt             | Gesamt             | Gesamt             | Gesamt             | Gesamt             | Gesamt             | Gesamt             | Gesamt             | Gesamt             | 0                  | 0                  | 0                  | 0                  | -                  |

### Winterspiele
| Jahr      | Athleten           | Athleten           | Athleten           | Sportarten         | Medaillen          | Medaillen          | Medaillen          | Medaillen          | Medaillen          |
| Jahr      | Gesamt             |                    |                    | Sportarten         |                    |                    |                    | Medaillen – Gesamt | Rang               |
| --------- | ------------------ | ------------------ | ------------------ | ------------------ | ------------------ | ------------------ | ------------------ | ------------------ | ------------------ |
| 1924–2022 | nicht teilgenommen | nicht teilgenommen | nicht teilgenommen | nicht teilgenommen | nicht teilgenommen | nicht teilgenommen | nicht teilgenommen | nicht teilgenommen | nicht teilgenommen |
| Gesamt    | Gesamt             | Gesamt             | Gesamt             | Gesamt             | 0                  | 0                  | 0                  | 0                  | -                  |

## Liste der Medaillengewinner

### Goldmedaillen
Bislang (Stand August 2024) keine Goldmedaillen

### Silbermedaillen
Bislang (Stand August 2024) keine Silbermedaillen

### Bronzemedaillen
Bislang (Stand August 2024) keine Bronzemedaillen